# Włodzimierz Gorjaczkowski
Włodzimierz Gorjaczkowski (ur. 12 kwietnia 1879 w Piotrkowie Trybunalskim, zm. 5 sierpnia 1944 w Warszawie) – polski pomolog i fitopatolog, działacz społeczny i organizator polskiego sadownictwa.

## Życiorys
Urodził się w rodzinie Teodora i Marceli z Górskich. Uczęszczał do gimnazjum w Piotrkowie Trybunalskim i Częstochowie. Maturę zdał w 1899. W 1904 ukończył studia na wydziale przyrodniczym Cesarskiego Uniwersytetu Warszawskiego. Studia ogrodnicze odbył w Pruszkowie (Śląsk), Krakowie i Zalszczykach. Od 1906 pracował na plantach miejskich w Warszawie, równocześnie był nauczycielem szkół średnich, ogólnokształcących i seminariów nauczycielskich. Działał w Towarzystwie Kultury Polskiej (1906–1913). Doktorat obronił w 1924 na Uniwersytecie Stefana Batorego w Wilnie. 
W latach 1914–1922 dyrektor Wyższej Szkoły Ogrodniczej przy Towarzystwie Kursów Naukowych (od 1916 przy Wolnej Wszechnicy Polskiej) w Warszawie, w latach 1918–1937 asystent, następnie kierownik Stacji Ochrony Roślin Towarzystwa Ogrodniczego Warszawskiego. Konsultant Ministerstwa Wyznań Religijnych i Oświecenia Publicznego w dziale szkolnictwo ogrodnicze oraz kierownik referatu ogrodnictwo i ochrona roślin w Ministerstwie Rolnictwa. Od 1921 zastępca profesora, od 1928 profesor nadzwyczajny sadownictwa SGGW w Warszawie, w latach 1929–1932 dziekan wydziału ogrodnictwa. Założył ośrodek pomologiczny z sadem doświadczalnym w Skierniewicach, gdzie prowadził badania, m.in. nad aklimatyzacją odmian odpowiednich do polskich warunków klimatycznych. Był autorem prac naukowych i popularnonaukowych (Sad, wyd. 3 1949).
Podczas okupacji niemieckiej brał udział w tajnym nauczaniu. Został zamordowany przez Niemców w trakcie powstania warszawskiego.

## Publikacje[2]
- Ogrodnictwo (Stosunki rolnicze w R.P.)
- Potrzeby kredytowe sadownictwa
- Znaczenie ogrodu szkolnego w wychowaniu i wykształceniu młodzieży
- Choroby roślin uprawnych
- Sadownictwo w Polsce
- O zawodzie inżyniera-ogrodnika
- Najważniejsze zagadnienia sadownictwa w dobie obecnej
- Gospodarski sad handlowy
- O najważniejszych chorobach roślin rolniczych i ich zwalczaniu
- Uprawa krzewów i drzew owocowych w ogrodach szkolnych
- Rola Wyższej Szkoły Ogrodniczej w życiu ogrodniczym Polski